# Taasiseseisvumispäev
Taasiseseisvumispäev (gen-selvstændighedsdag) er en national helligdag i Republikken Estland, som fejres hvert år den 20. august for at markere Republikken Estlands de facto genetablerering af Republikken Estland. Beslutningen herom blev truffet ved en afstemning i Eesti Vabariigi Ülemnõukogu (Republikken Estlands Øverste Råd) ved en samling, som fandt sted den 20. august 1991. Afstemningen skete klokken 23:03 efter en lang debat om formuleringen af beslutningen. 
Debatten forud for beslutningen gik på hvilken af to varianter, man skulle gøre brug af: at Estland erklærede sig som ny selvstændig stat eller at Estland erklærede sin selvstændighed som en fortsættelse fra republikken fra mellemkrigstiden forud for sovjettiden. Det endte med det sidst nævnte princip. Dermed annullerede man al lovgivning, som var blevet til, og samtlige dispositioner, som var truffet i sovjetrepublikkens tid. En følge heraf var, at en grænseændring mellem Estland og Sovjetrusland gennemført i denne periode fra estisk side blev anset som ugyldig; de to lande har fortsat ingen gensidig anerkendt grænse (Litauen valgte derimod første princip, fordi man derved vandt den del af Polen omfattende Vilnius, som var blevet overdraget i sovjettiden). 
Med det samme dokument blev det besluttet at oprette "Republikken Estlands grundlovsgivende forsamling" (Eesti Vabariigi põhiseaduse väljatöötamiseks Põhiseaduslik Assamblee), hvis "sammensætning dannes ved delegering fra Estlands højeste lovgivende magt i form af Republikken Estlands Øverste Råd samt Republikken Estlands borgeres repræsentative kongres" samt at gennemføre et parlamentsvalg for Republikken Estland i 1992.
Republikken Estlands Øverste Råd baserede sin afgørelse på princippet om fortsættelse (fra den første estiske republik 1920-1940) af landets ret til at træffe egne beslutninger i henhold til international ret.
Den nye grundlov blev vedtaget ved en folkeafstemning den 28. juni 1992.
Den 27. januar 1998 besluttede parlamentet ved en ændring af "helligdagsloven" at gøre Taasiseseisvumispäev til national helligdag og fridag, og den 20. august samme år blev det fejret for første gang offentligt.
 Der er for få eller ingen kildehenvisninger i denne artikel, hvilket er et problem. Du kan hjælpe ved at angive troværdige kilder til de påstande, som fremføres i artiklen.